# اکتین
اکتین نوعی پروتئین کروی است که در همهٔ یاخته‌های یوکاریوتی یافت می‌شود مانند میکروفیلامنت‌ها. در سلولهای ماهیچه ای نیز یافت می‌شود.
اکتین پروتئین سازندهٔ ساختار میکروفیلامنت‌ها است. سمومی که ذخیره مونومری اکتین را مختل می‌کنند برای مطالعه پویایی اکتین مناسبند. بعضی از قارچ‌ها و اسفنج‌ها سمومی را تولید می‌کنند که چرخه پلیمری شدن اکتین را هدف قرار می‌دهند و بنابراین برای سلول‌های جانوری سمی / احتمالاً / هستند. به عنوان مثال می‌توان از سیتوکالازین و لاترونکولین نام برد.